# 哈斯洛赫巴赫河
49°47′21.76″N 9°29′47.46″E / 49.7893778°N 9.4965167°E

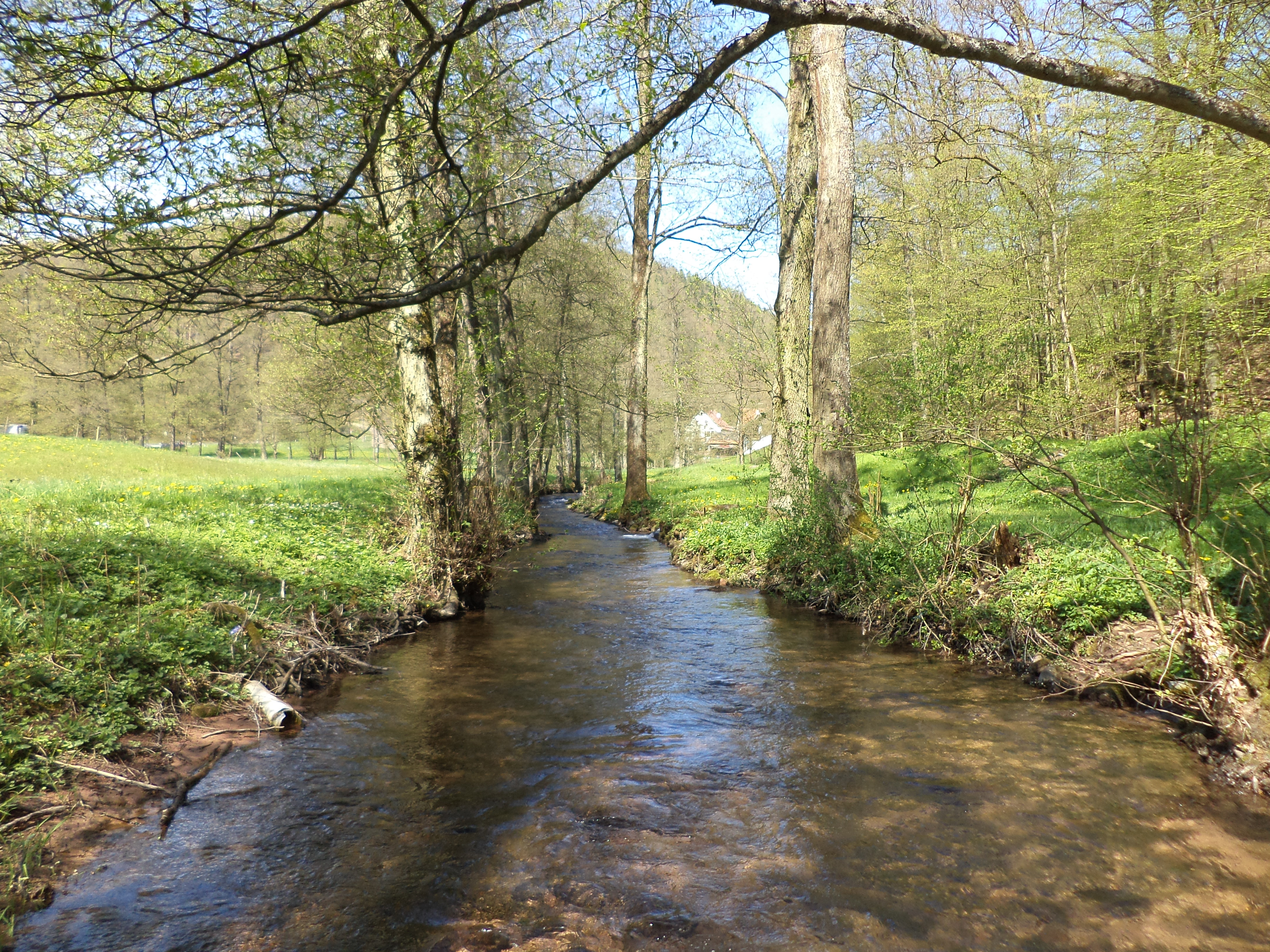

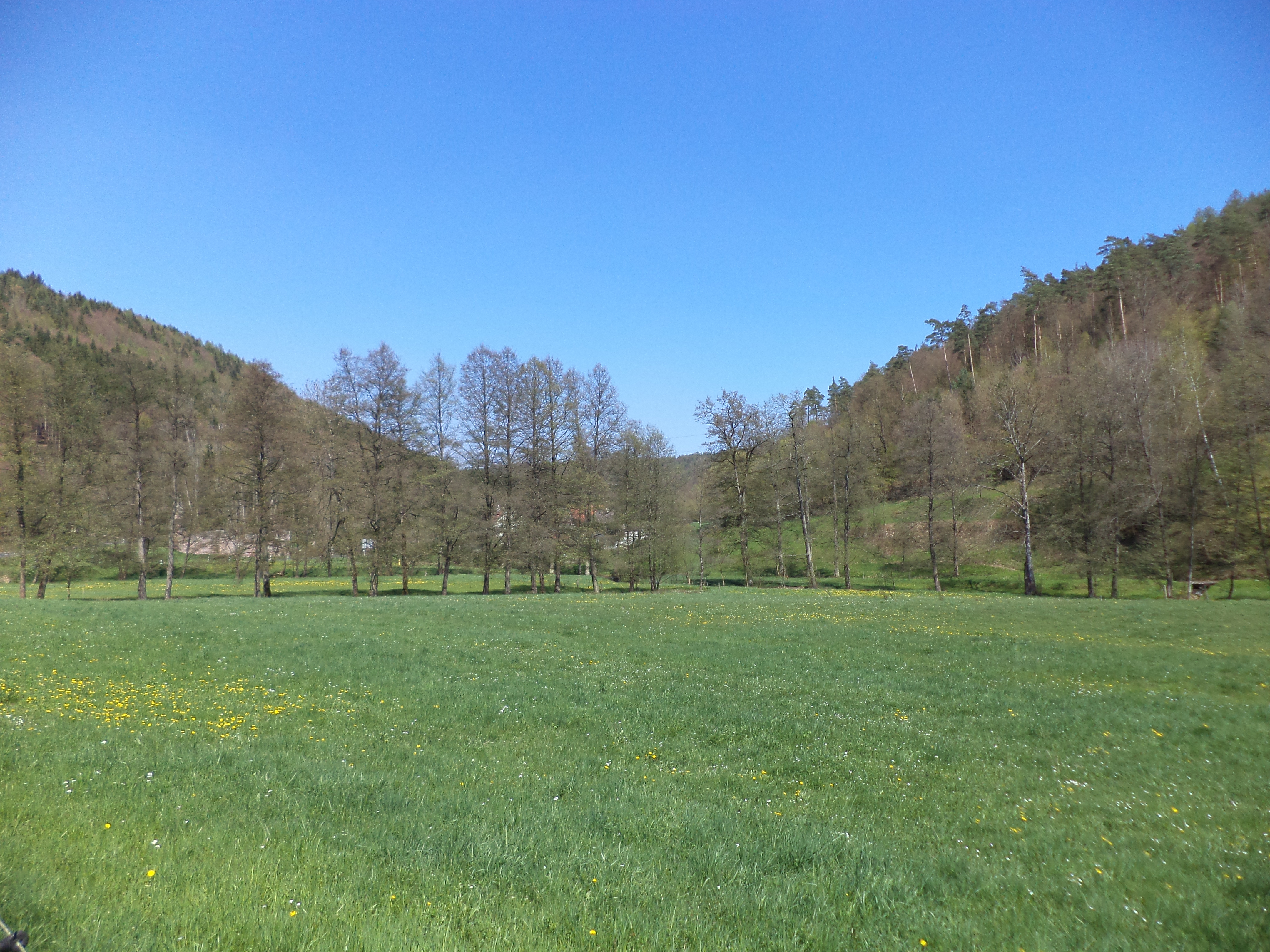

哈斯洛赫巴赫河（德語：Haslochbach），是德國的河流，位於該國東南部，由巴伐利亞負責管轄，屬於美因河的右支流，河道全長11.7公里，流域面積63平方公里。